# О Сото Гарі
О Сото Гарі (яп. 大外刈) — відхват під одну ногу. Кидок в дзюдо, який відносять до групи кидків Аші-вадза (кидки, в яких в основному використовуються ноги). Кидок виконується після виведення суперника з рівноваги ривком вліво (при виконанні кидка вправо), кроком лівою ногою на лінію ніг суперника та махом ноги для вибивання ноги суперника. Відхват часто застосовується в дзюдо. Подібними до цього кидка є задня підніжка (О Сото Отоші), відхват під дві ноги (О Сото Гурума). Цей кидок є одним з найкращих прийомів десятиразового чемпіона світу да дворазового олімпійського чемпіона Тедді Рінера, також такі відомі дзюдоїсти як Шохей Оно та Ксюнжао Ченг є майстрами у виконанні цього кидка.
```
Цей кидок може бути виконано з різних захватів, найважливішим є контроль рукава партнера однією рукою, а іншою рукою можна брати захват на Іппон Сеоі Наге (кидок через плече), за одноіменний відворот, зверху за комір, за різноіменний відворот, за два рукави, з захватом руки під плече (О Сото Макікомі), з одностороннім захватом за пояс. 
```

В якості контратаки до цього кидка варто використовувати О Сото Гаеші.